# Макдональд, Эндрю Арчибальд
Эндрю Арчибальд Макдональд (14 февраля 1829, Бруденелл-Пойнт, Остров Принца Эдуарда — 21 марта 1912, Оттава, Канада) — канадский политик. Является одним из отцов канадской конфедерации — принимал участие в Шарлоттаунской и Квебекской конференциях, предваряющих её образование.

## Биография
Эндрю Арчибальд Макдональд был старшим ребёнком в семье Хью и Кэтрин Макдональд, которые представляли влиятельную в графстве Кингс династию. Его дед, Эндрю, иммигрировал на остров в 1806 году, привезя с собой около 40 родственников. Он купил крупный земельный участок, на котором все поселились. Вместе с сыновьями он основал фирму, занимающуюся торговлей и кораблестроением. В 1829 году Эндрю отошёл от дел, а в 1830 его сыновья стали первыми католиками в законодательном собрании острова. Таким образом, семья представляла собой католическую шотландскую аристократию, вызывающую уважение местной общественности и церкви.
Макдональд получал образование дома, а в 15 лет стал работать на кузена в Джорджтауне. После его смерти в 1851 году, Макдональд унаследовал бизнес и взял партнёрами своих братьев. К 1870 году в компании было около 20 судов, часть которых занималась доставкой груза (крупа, картофель, древесина в Ньюфаундленд и Великобританию, промышленные товары для продажи — оттуда), другие были построены на экспорт.
Женился 25 ноября 1863 года в Джорджтауне на Элизабет Лии Оуэн, у них было четверо сыновей.
В 1871 году Макдональд переехал из Джоджтауна в Шарлоттаун, основав там новый бизнес. Дела пошли не очень успешно и в 1878 году Эндрю Арчибальд остался в тяжёлом финансовом положении. В дальнейшем он зарабатывал себе на жизнь на государственной службе.

## Политическая карьера
В 1854 году Макдональд стал членом законодательного собрания Джорджтауна. Как и большинство католиков на островах, он поддерживал либералов. В 1859 году его место и результаты выборов были успешно оспорены. Позднее он неоднократно безуспешно участвовал в выборах на островах, и только в 1864 году он занял место в законодательном собрании острова, став лидером оппозиции. Через три года к власти вернулся Джордж Коулс, а Макдональд стал представителем правительства в законодательном собрании. В это время перед колонией остро стояли вопросы земельной собственности, образования, железных дорог и конфедерации.
В 1884 году Макдональд стал лейтенант-губернатором острова Принца Эдуарда, оставаясь на посту пять лет. В 1891 году стал членом Сената Канады.